# خوان کروز کاپور
خوان کروز کاپور (انگلیسی: Juan Cruz Kaprof؛ زادهٔ ۱۲ مارس ۱۹۹۵) بازیکن فوتبال اهل آرژانتین است.
از باشگاه‌هایی که در آن بازی کرده‌است می‌توان به باشگاه فوتبال ریور پلاته و باشگاه فوتبال متس اشاره کرد.